# Fruhstorferiola huangshanensis
Fruhstorferiola huangshanensis är en insektsart som beskrevs av Bi, D. och Wei Ying Hsia 1980. Fruhstorferiola huangshanensis ingår i släktet Fruhstorferiola och familjen gräshoppor. Inga underarter finns listade i Catalogue of Life.